# Cola anomala
Espèce
Cola anomala K.Schum. est une espèce de plantes de la famille des Malvaceae et du genre Cola, selon la classification phylogénétique.
C'est un grand arbre de 28 m de haut avec une couronne dense. On le trouve dans la forêt des hautes terres montagneuse dans l'Ouest du Cameroun où il est confiné dans le plateau de Bamenda à 1-2300 m d'altitude. Il donne une noix comestible, la seule espèce qui y pousse et remplit ainsi un besoin mineur[pas clair].